# 明星叉焼麺
明星叉焼麺（みょうじょうチャーシューめん）は、明星食品によって開発された即席麺。

## 概要
1961年7月にテスト販売がされた。紙のカップを丼鉢がわりにしていた。
470CCほどの紙のカップに麺と粉末スープと乾燥具が入っていた。袋麺が30円ほどの時代に50円で販売された。
袋入りの即席麺には麺とスープと具材の入った小袋が入っていた。このスープと具材の小袋を開ける手間を省く目的で開発された。
紙のカップの製作はアイスクリームの容器のメーカーに受注していたため、アイスクリームのカップとほぼ同じ形状でふたには耳がついていた。
テスト販売の段階で容器の耐油性問題があることが発覚。特許も実用新案権も取れなかった。
いだてん〜東京オリムピック噺〜の第38話では、1961年に大会組織委員会の執務室でカップラーメンを食する場面があった。カップヌードル発売は1971年であるため、杉村喜光はこれは明星叉焼麺であると指摘した。